# Долнени
До̀лнени (на македонска литературна норма: Долнени) е село в Северна Македония, център на община Долнени.

## География
Разположено е в Прилепското поле, северозападно от град Прилеп.

## История
В XIX век Долнени е село в Прилепска каза на Османската империя. Църквата „Възнесение Господне“ е от 1857 година. През 1868 година механджията Станое Китанов от Долнани е спомоществувател за изданието на „Поучително евангелие“ на Софроний Врачански.
В „Етнография на вилаетите Адрианопол, Монастир и Салоника“, издадена в Константинопол в 1878 година и отразяваща статистиката на населението от 1873 година Долнени (Dolnéni) е посочено като село със 72 домакинства, с 350 жители българи. Според статистиката на Васил Кънчов („Македония. Етнография и статистика“) от 1900 година Долнени е населявано от 650 жители българи християни.
На Етнографската карта на Битолския вилает на Картографския институт в София от 1901 година Долняни е чисто българско село в Прилепската каза на Битолския санджак с 60 къщи.
В началото на XX век цялото население на селото е под върховенството на Българската екзархия. По данни на секретаря на екзархията Димитър Мишев („La Macédoine et sa Population Chrétienne“) в 1905 година в Долнени има 480 българи екзархисти и функционира българско училище. Към 1906-1907 година енорийски свещеник в Долнени, Сарандиново и Новоселани е Данаил поп Илиев.
При избухването на Балканската война в 1912 година 7 души от Долнени са доброволци в Македоно-одринското опълчение. През войната селото е окупирано от сръбски части и след Междусъюзническата война в 1913 година остава в Сърбия.
По време на българското управление на Вардарска Македония през Първата световна война Долнени е център на община, съставена от 12 села, в Прилепска околия на Битолски окръг и има 658 жители.
На етническата си карта на Северозападна Македония в 1929 година Афанасий Селишчев отбелязва Долнени като българско село.
По време на българското управление във Вардарска Македония в годините на Втората световна война, Михаил Солунов от Прилеп е български кмет на Долнени от 11 септември 1941 година до 18 ноември 1942 година. След това кмет е Христо Ц. Попов от Ложани (1 април 1943 - 16 март 1944).
Според преброяването от 2002 година Долнени има 375 жители – 374 македонци и 1 друг.

## Личности
Родени в Долнени
- Даме Попов (1874 – 1948), български революционер, войвода на ВМОРО
- архиепископ Ангеларий (Цветко Кръстески) (1911 - 1986), глава на Македонската православна църква
- Никола Долненчето, четник на ВМОРО[12]
- Пеце Атанасовски (1925 – 1996), музикант от Северна Македония
- Пецо Кръстески (1916 – 1942), югославски партизанин и деец на НОВМ
- Секула П. Дръндаров (1838 – ?), български учител в Прилеп (ок. 1860 – 1890)[13]